# IceWarp
IceWarp, Inc. je softwarová firma, založená v roce 1998 se sídlem v Restonu ve Washingtonu ve státě Virginie, USA. Zabývá se vývojem softwarových nástrojů pro internetovou komunikaci, poštovních serverů a groupware pro velké firemní sítě.
Společnost sídlí v České republice, USA, Rusku, Německu a Indii.

## Produkty
IceWarp Mail Server - poštovní server s kompletním groupware řešením pro firemní sítě. Mail server lze provozovat v cloudu i nainstalovaný na vlastním serveru s operačními systémy Windows, CentOS, Red Hat. Dříve byly podporovány i linuxové distribuce Debian a Ubuntu, ty již nadále oficiálně podporovány nejsou. Poslední stabilní verze je 13.0.3 Software je známý i pod dřívějším označením Merak.